# MPLAB
Развойната среда MPLAB представлява комплект от софтуерни инструменти, предназначени да улеснят потребителя при съставяне и редактиране на програмите. Развойната среда не само улеснява набирането на кода на програмата, но тя предоставя възможност за транслиране и симулация на програмата още преди реално да бъде въведена в програмната памет на микроконтролера.
Развойната среда, която се използва при PIC микроконтролерите е MPLAB. Това е Windows базирано приложение, разработено от Microchip за свободно ползване.
Продуктът се състои от отделни приложения – текстов редактор, транслатор, симулатор и др., които са обединени помежду си и улесняват различните етапи от развойната дейност.
MPLAB обединява в себе си набор от инструменти, даващи възможност за осъществяване на развойна дейност изразяваща се в:
- Въвеждане на програмата в ASM файл (MPLAB Editor).
- Транслиране на програмата на машинен език (MPLAB Assembler).
- Софтуерна симулация на програмата, с цел отстраняване на допуснати грешки в алгоритъма (MPLAB – SIM Simulator).
- Симулация на програмата в реално време (чрез MPLAB – ICE 2000).
- Запис на готовата програма в микроконтролера (чрез PRO MATE II или PICSTAR Plus Programmers).

## Работа с MPLAB
Работата с MPLAB протича на следните етапи:
- Създаване на проект. Създаването на проект позволява разработването на програмата да се раздели в относително самостоятелни модули, записани в отделни файлове. В даден проект могат да се включват предварително разработени и транслирани модули, както и стандартни библиотеки. Поради всичко това работата в проект значително улеснява работата на програмиста.

- Създаване на ASM файл. ASM файла се създава с текстовия редактор. В него се написва асемблерният код. Използваният текстов редактор често пъти има функция за автоматично оцветяване на запазените думи, както и на отделни части от програмата. Това улеснява програмирането.

- Транслиране на файла в HEX код. При транслирането се осъществява свързване на машинния код с външни модули и със стандартните библиотеки. MPLAB има възможност за работа с богат набор от транслиращи програми, като по този начин дава възможност програмата да бъде написана на език, различен от асемблер. По време на транслирането се откриват и отстраняват синтактичните грешки в програмата.

- Симулиране и изпълнение на програмата. Необходимостта от симулация идва от факта, че колкото и добре да е написана една програма, тя в повечето случаи съдържа логически грешки, допуснати при съставяне на алгоритъма ѝ на работа. Симулацията се прави със софтуерния симулатор MPLAB SIM. Той представлява компютърна програма, която симулира изпълнението на инструкциите така, както то ще става в реалния PIC микроконтролер. MPLAB SIM не може да изпълнява програмата в реално време. Времето за симулация зависи от сложността на кода, бързодействието на компютъра, на който се провежда симулацията, броя на стартираните приложения по време на симулацията и т.н.

- Запис на готовата програма в паметта на микроконтролера. Използва се включеният в развойната среда софтуер за управление на програматора. Програматорите обикновено се свързват с програмиращия компютър посредством сериен или паралелен интерфейс, като софтуерът за управлението им е снабден със съответен драйвер.